# سيرهي كوستيوك
سيرهي كوستيوك (بالأوكرانية: Костюк Сергій Володимирович)‏ هو لاعب كرة قدم أوكراني في مركز الوسط، ولد في 5 مارس 1986 في خاركيف في أوكرانيا. لعب مع أفاندارد  كراماتورسك ‏.

## وصلات خارجية
- سيرهي كوستيوك على موقع اتحاد أوكرانيا (الإنجليزية)
- سيرهي كوستيوك على موقع قاعدة بيانات كرة القدم.إي يو (الإنجليزية)
- سيرهي كوستيوك على موقع Soccerway.com (الإنجليزية)
- سيرهي كوستيوك على موقع AS.com (الإسبانية)